# لودویگ گوتمن
سِر لودویگ «پاپا» گوتمن  (۳ ژوئیه ۱۸۹۹–۱۸ مارس ۱۹۸۰) یک عصب‌شناس آلمانی-انگلیسی بود که بازی‌های استوک مندویل، رویداد ورزشی معلولان که در انگلستان به بازی‌های پارالمپیک تبدیل‌شد را تأسیس کرد. گوتمن یک پزشک یهودی ، که درست قبل از شروع جنگ جهانی دوم از آلمان نازی گریخت، به‌عنوان یکی از بنیانگذاران فعالیت‌های بدنی سازمان یافته برای افراد معلول در نظر گرفته می‌شود.

## میراث و یادبود
ورزشگاه استوک مندویل، مرکز ملی ورزش معلولان در بریتانیا، توسط او در کنار بیمارستان ساخته شد.
یک بیمارستان تخصصی توانبخشی عصبی در بارسلون به نام انستیتو گوتمن به افتخار او نامگذاری شده است. گیلرمو گونزالس گیلبی بنیانگذار این بیمارستان که خود به فلج نخاعی مبتلا بود، با کمک لودویگ گوتمن در انگلستان پیشرفت زیادی کرد. این مرکز به‌عنوان نخستین کلینیک توانبخشی برای بیماران پاراپلژی در اسپانیا شناخته می‌شود.
در ژوئن ۲۰۱۲، از تندیس برنزی گوتمن در اندازه واقعی در ورزشگاه استوک مندویل به عنوان بخشی از برنامه‌های اجرایی بازی‌های پارالمپیک و بازی‌های المپیک تابستانی ۲۰۱۲ لندن رونمایی شد. این تندیس پس از پایان بازی‌ها، به خانه دائمی خود در مرکز ملی آسیب‌های نخاعی منتقل شد. اوا لوفلر دختر گوتمن، به عنوان شهردار دهکده ورزشکاران بازی‌های پارالمپیک لندن ۲۰۱۲ منصوب شد.
در اوت ۲۰۱۲، بی‌بی‌سی فیلم تلویزیونی بهترین مردان را با موضوع تلاش‌های گوتمن در استوک مندویل در طول جنگ جهانی دوم و پس از آن پخش کرد. فیلمنامه این اثر را لوسی گانون نوشته و ادی مارسن در نقش دکتر گوتمن و راب برایدون در نقش یکی از بیمارانی که به شدت آسیب دیده بود، بازی کرده‌اند.
انجمن پزشکی پاراپلژی آلمان، جایزه لودویگ گوتمن را برای «اقدامات بزرگ علمی در زمینه تحقیقات بالینی در مورد آسیب نخاعی» اعطا می‌کند.
در ۳ ژوئیه ۲۰۲۱، گوگل دودل گوتمن به مناسبت تولد ۱۲۲ سالگی او در صفحه اصلی گوگل نمایش داده شد.

## انتشارات منتخب
- ۱۹۵۹ جایگاه هم‌نوع پاراپلژیک نخاعی ما در جامعه: یک بررسی بر روی ۲۰۰۰ بیمار. سخنرانی یادبود خانم جورجینا بولر.
- ۱۹۷۳ آسیب‌های نخاعی: مدیریت و تحقیقات جامع. علم بلک‌ول. شابک ‎۹۷۸-۰-۶۳۲-۰۹۶۸۰-۰.
- ۱۹۷۳ «ورزش و تفریح برای معلولان ذهنی و جسمی» در مجله انجمن سلطنتی برای ارتقا سلامت. ۱۹۷۳؛ ۹3 (4): ۲۰۸–۲۱ ،PMID 4276814.
- ۱۹۷۶ درس‌نامه ورزش معلولین. آیلزبری: HM + M.شابک ‎۹۷۸-۰-۸۵۶۰۲-۰۵۵-۱

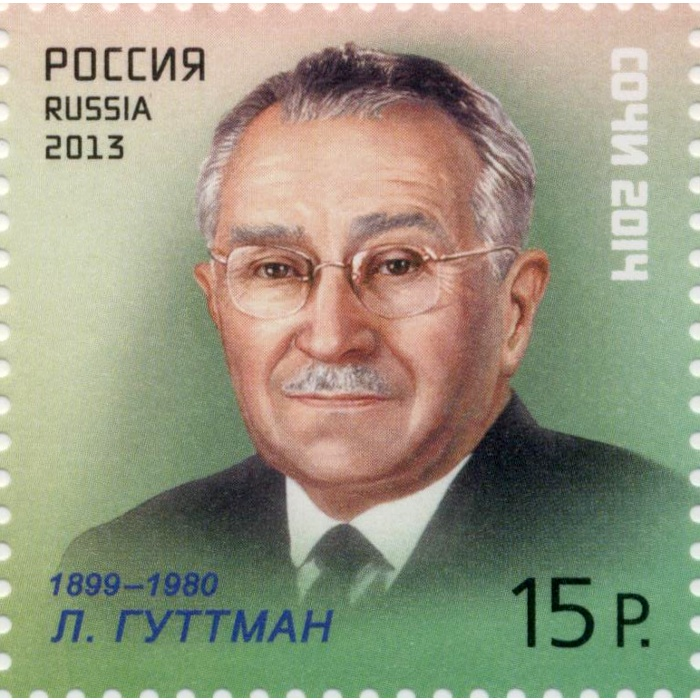
گاتمن بر روی تمبر روسی سال ۲۰۱۳ از مجموعه «اسطوره‌های ورزشی»

### استناد
1. ↑  Whitteridge, David (1983). "Ludwig Guttmann. 3 July 1899 – 18 March 1980". Biographical Memoirs of Fellows of the Royal Society. 29: 226–244. doi:10.1098/rsbm.1983.0010. JSTOR 769803.
2. ↑  "Professor Sir Ludwig Guttmann". poppaguttmanncelebration.org. The Poppa Guttmann Trust. 2010. Archived from the original on 18 August 2012. Retrieved 17 August 2012.
3. ↑  GRO – Register of Deaths – MAR 1980 19 1000 AYLESBURY, Ludwig Guttmann, DoB = 3 July 1899
4. ↑  "Guttmann, Sir Ludwig (1899–1980)". Wellcome Library. Retrieved 25 August 2012.
5. ↑  Bedbrook, G. (1982). "International Medical Society of Paraplegia first Ludwig Guttmann Memorial Lecture". Paraplegia. 20 (1): 1–17. doi:10.1038/sc.1982.1. PMID 7041053.
6. ↑  Ross, J. C.; Harris, P. (1980). "Tribute to Sir Ludwig Guttmann". Paraplegia. 18 (3): 153–156. doi:10.1038/sc.1980.27. PMID 6997807.
7. ↑  Rossier, A. B.; Fam, B. A. (1979). "From intermittent catheterisation to catheter freedom via urodynamics: A tribute to Sir Ludwig Guttmann". Paraplegia. 17 (1): 73–85. doi:10.1038/sc.1979.17. PMID 492753.
8. ↑  Scruton, J. (1979). "Sir Ludwig Guttmann: Creator of a world sports movement for the paralysed and other disabled". Paraplegia. 17 (1): 52–55. doi:10.1038/sc.1979.13. PMID 158734.

### کتابشناسی - فهرست کتب
- Goodman, Susan (1986). Spirit of Stoke Mandeville: The Story of Sir Ludwig Guttmann. London: Collins. ISBN 978-0-00-217341-4.
- Medawar, Jean; Pyke, David (2012). Hitler's Gift: The True Story of the Scientists Expelled by the Nazi Regime (Paperback). New York: Arcade Publishing. ISBN 978-1-61145-709-4.
- Rogan, Matt (2010). Britain and the Olympic Games: Past, Present, Legacy. Matador. ISBN 978-1-84876-575-7.
- Scruton, Joan (1998). Stoke Mandeville: Road to the Paralympics. Aylesbury: The Peterhouse Press. ISBN 978-0-946312-10-8.
- Silver, John Russell (2003). History of the Treatment of Spinal Injuries. Postgraduate Medical Journal. Vol. 81. Springer. pp. 108–114. doi:10.1136/pgmj.2004.019992. ISBN 978-0-306-48032-4. PMC 1743190. PMID 15701743.